# Shocker (film)
Shocker är en amerikansk skräckfilm från 1989 regisserad av Wes Craven.

## Handling
Filmens handling kretsar kring en seriemördare i Los Angeles. Efter att ha blivit arresterad blir han dömd till döden men väl i elektriska stolen går något fel och han får övermänskliga krafter.

## Om filmen
Musiken i filmen gjordes av Alice Cooper, Dave Ellefson (Megadeth), Paul Stanley (Kiss), Vivian Campbell (Def Leppard, Dio), Rudy Sarzo (Whitesnake) och Tommy Lee (Mötley Crüe).
Megadeth gjorde även en cover på Alice Coopers No More Mr. Nice Guy till filmen.